# Converge
Converge ist eine Hardcore-Punk-Band aus Boston, USA.

## Geschichte

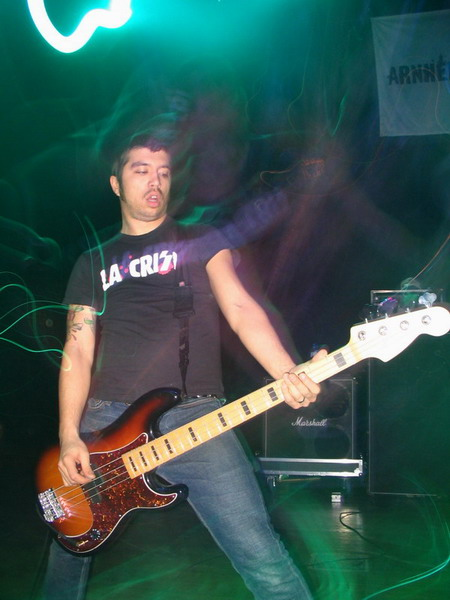
Newton auf der Bühne im Jahre 2005

Converge wurde 1990 gegründet. Sie gilt als eine der einflussreichsten Bands des New-School-Hardcores. Ihr extremer Stil kombiniert Hardcore mit Elementen aus Metal, Punk und Grindcore, wobei er sich durch komplexe, technisch anspruchsvolle Instrumentalparts und einen aggressiven Vokalpart mit poetischen Texten auszeichnet.
Das Album Jane Doe aus dem Jahr 2001 gilt als Meilenstein des New-School-Hardcores und verweist aus einer frustrierten Grundhaltung heraus auf Grundfragen des menschlichen Daseins. An die Seite existentialistischer Themen tritt das Motiv der subjektiven Abspaltung von der Gesellschaft und deren suggerierter Werte und vermittelter Scheinhoffnungen.
Auf der 2003 erschienenen DVD The Long Road Home fanden sich hauptsächlich von Amateurfilmern aufgenommene und nicht weiter überarbeitete Livemitschnitte. Mit You Fail Me und No Heroes wurden im Folgenden über Epitaph Records von der Szene vielbeachtete Alben veröffentlicht, was den Kultstatus der Band weiter gefestigt hat.
2005 wurden die Alben Petitioning the Empty Sky und When Forever Comes Crashing wiederveröffentlicht, nun in einem Pappschuber. Alle Tracks wurden von Gitarrist Kurt Ballou neu gemixt.
Das Album Axe to Fall erschien am 20. Oktober 2009 in den USA und am 23. Oktober in Europa. Zuletzt veröffentlichte die Band eine 7"-Single namens On My Shield, welche auf 3000 Stück limitiert und vorerst nur auf ihrer Europa-Tour zu erwerben ist.
Am 5. Oktober 2012 erschien das Album All We Love We Leave Behind, am 15. Januar 2017 das Album The Dusk in Us.
Mitte November 2021 folgte in Kollaboration mit Chelsea Wolfe und Stephen Brodsky (u. a. Cave In, Mutoid Man, Old Man Gloom) das Studioalbum Bloodmoon: I.

## Diskografie

### Demos
- Gravel (4-song demo, Independent, 1991)
- Self-Titled (FAR/Exchange Records, 1991)
- Where Have All the Flowers Gone (Independent, 1992)
- Dog Days (Demo, Independent, 1993)

### Alben
- Halo in a Haystack, (Earthmaker/Stolnacke, 1994)
- Caring & Killing (Hydra Head Records, 1996)
- Petitioning the Empty Sky (Equal Vision Records, 1997)
- When Forever Comes Crashing (Equal Vision Records, 1998)
- Jane Doe (Equal Vision Records, 2001)
- You Fail Me (Epitaph Records, 2004)
- No Heroes (Epitaph Records, 2006)
- Axe to Fall (Epitaph Records, 2009)
- All We Love We Leave Behind (Deathwish, 2012)
- The Dusk in Us (Epitaph und Deathwish, 2017)
- Bloodmoon: I (Epitaph und Deathwish, 2021)

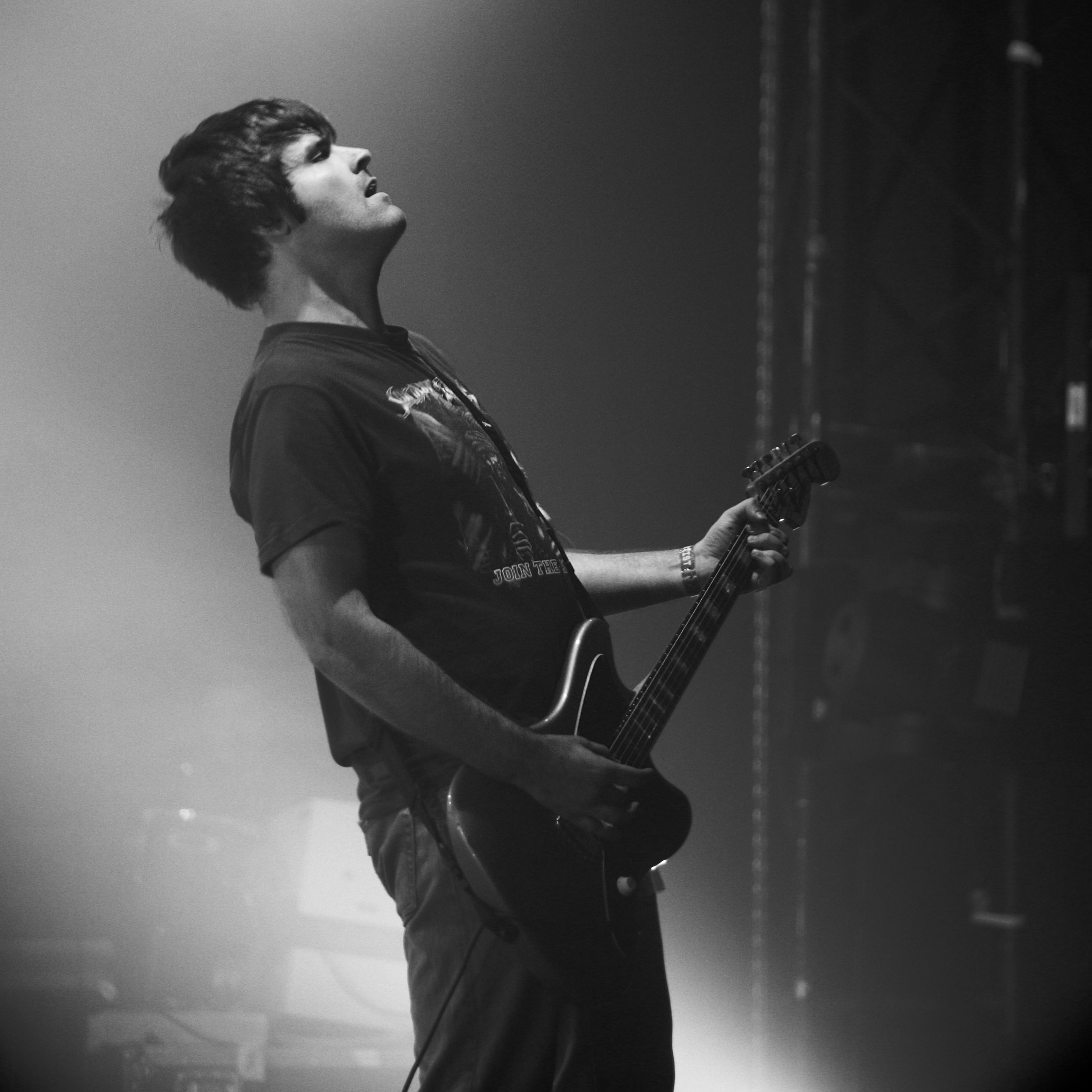
Ballou auf dem Eurockéennes-Festival 2007

### Singles und EPs
- Self Titled 7" (Foundation America Records, 1995)
- Unloved and Weeded Out 7" (Orionquest/Heliotrope, 1995)
- Petitioning the Empty Sky 7" (Ferret Records, 1996)
- Downpour & Serial Killer 5" (Ellington)
- Y2K (Ferret Records, 1999)
- Unloved and Weeded Out 4x7" (Deathwish, 2003)
- Petitioning Forever 7" (Deathwish, 2006)
- On My Shield 7" (Deathwish, 2010)

### Splits
- Twin Terror Split-7" mit Overcast (1995)
- Among the Dead We Pray for Light Split-7" mit Coalesce (Edison Recordings/Life Records, 1997)
- The Poacher Diaries Split mit Agoraphobic Nosebleed (Relapse Records, 1999)
- Deeper the Wound (Split-Album mit Hellchild) (Deathwish Inc., 2001)
- In These Black Days: Volume 2 Split-7" mit Brutal Truth (Hydra Head Records, 1997) (Black-Sabbath-Tribut)
- Split 7" mit Dropdead (Eigenveröffentlichung, 2011)
- Converge / Napalm Death (Split-CD mit Napalm Death, Eigenveröffentlichung, 2012)

### Videoalben
- The Long Road Home (Deathwish Inc., 2003)